# سام سولون
سام سولون (بالإنجليزية: Sam Solon)‏ هو سياسي أمريكي، ولد في 25 يونيو 1931 في دولوث في الولايات المتحدة، وتوفي بنفس المكان في 28 ديسمبر 2001 بسبب ورم ميلانيني. حزبياً، نشط في حزب العمال المزارعين الديمقراطيين في مينيسوتا والحزب الديمقراطي. وقد انتخب عضو مجلس ولاية مينيسوتا وانتخب عضو مجلس نواب مينيسوتا.